# Mozilla Grendel
Grendel es un lector de correo/noticias del proyecto de Mozilla escrito totalmente en Lenguaje de programación Java. Su objetivo es ser una verdadera aplicación multiplataforma con un conjunto de funciones que satisfaga al usuario avanzado.

## Historia
Grendel fue desarrollado originalmente como parte del proyecto Xema en Netscape Communications, también apodado "javagator" por los medios de comunicación. Este proyecto fue cancelado antes de completarse después de tres años de desarrollo; pero después de la fuente de Grendel, otras personas comenzaron a trabajar para completarlo.